# Gnamptogenys kempfi
Gnamptogenys kempfi  (лат.) — вид примитивных тропических муравьёв рода Gnamptogenys трибы Ectatommini подсемейства Ectatomminae.

## Распространение
Встречаются в джунглях Южной Америки (Бразилия, Колумбия, Эквадор).

## Описание
Длина тела менее 5 мм. От близких видов отличается мелкими размерами, грубой бороздчатостью, продольными бороздками на голове, промезонотуме и брюшных сегментах 2 и 3; на среднеспинке и верхней части петиоля морщинки поперечные. Голова субквадратная.
Метанотальный шов отсутствует. Тело красновато-коричневое (ноги и усики светлее). Стебелёк между грудкой и брюшком состоит из одного узловидного членика (петиоль). Голову и всё тело покрывают глубокие бороздки. Усики 12-члениковые. Скапус короткий и не достигает затылочного края головы. Глаза среднего размера, выпуклые. Челюсти длинные, субтреугольные с плоским базальным краем; верхняя часть жвал блестящая. Включён в видовой комплекс annulata complex (в составе подгруппы regularis subgroup из видовой группы mordax species group). Вид был впервые описан в 1994 году бразильским энтомологом Карлом Ленко (Karl Lenko; 1914—1975) и назван в честь бразильского мирмеколога и монаха ордена Францисканцев Вальтера Вольфганга Кемпфа (Walter Wolfgang Kempf; 1920—1976).